# 무르만스크 군단

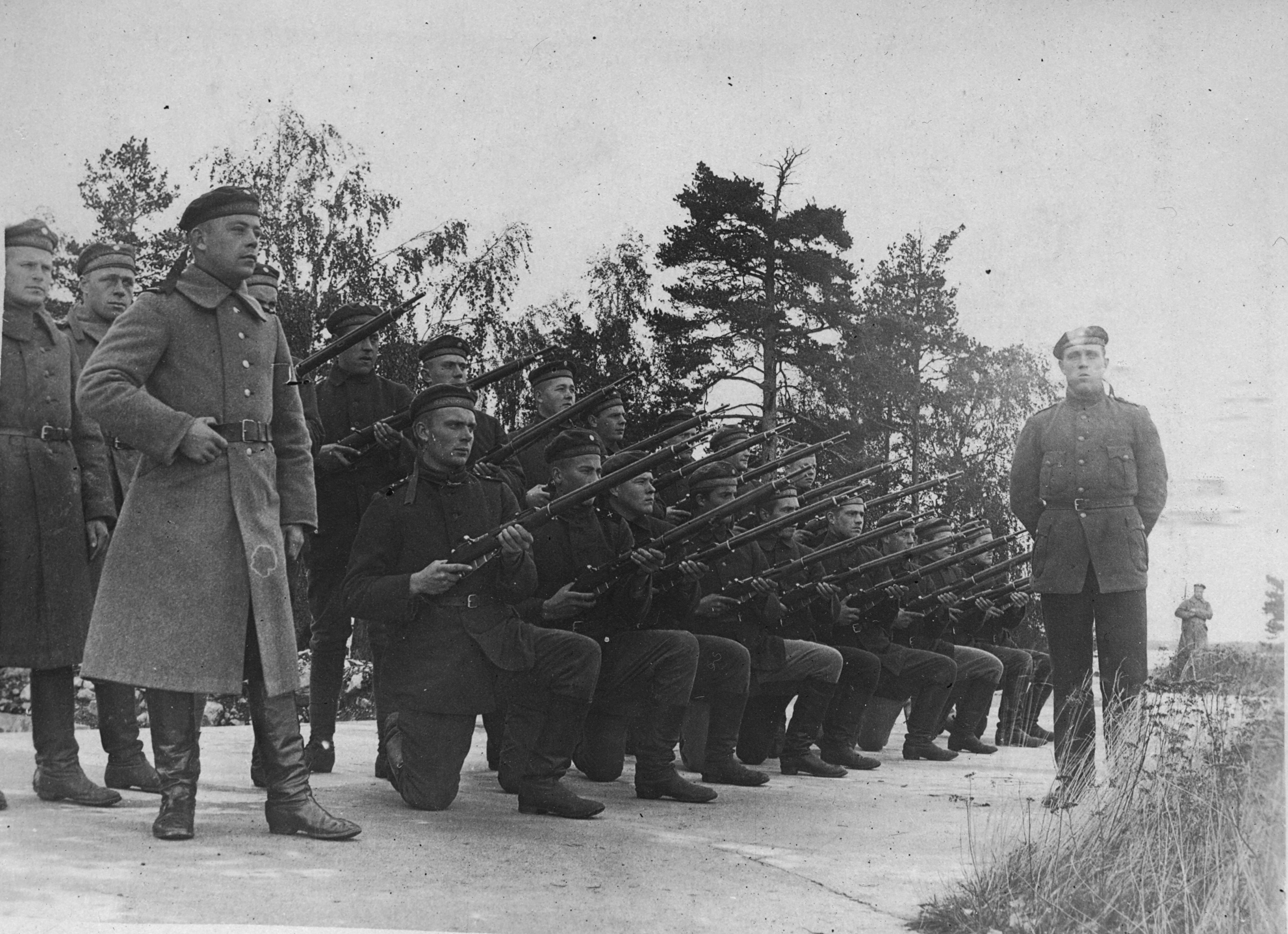
1918년의 무르만스크 군단병들.

무르만스크 군단(핀란드어: Muurmannin legioona 무르만닌 레기오나[*])은 연합국이 1918년-1919년 러시아 내전에 개입(북러시아 개입)했을 당시 영국 왕립해군에서 운용한 부대이다. 핀란드 내전이 백핀란드의 승리로 끝난 이후 러시아로 도피한 적핀란드측 인사들로 구성되었다. 무르만스크 군단은 1918년 핀란드 백위대의 비에나 원정 당시 영국군과 함께 무르만스크 철도를 방어했다.
핀란드 백위대는 1918년 3월부터 백카렐리야를 합병하기 위해 전역을 개시했다. 같은 시기 영국 해병대도 백위대가 목적을 달성하면 백핀란드의 동맹인 독일 제국이 백해와 무르만스크 철도를 장악하게 될 것을 우려하여 무르만스크를 침공했다.
무르만스크 군단은 영국제 무기로 무장하고 영국 군복을 착용했다. 지도자는 오스카리 토코이와 베르네르 레흐티매키였으며 이 둘은 모두 영국 해군에서 대령 계급을 받았다. 병력이 최대였던 시기는 1919년 2월로 당시 병력은 1,200 여명이었다. 레닌은 처음에는 무르만스크 군단을 인정했으나 곧 영국이 러시아 백군의 편을 들자 무르만스크 군단이 볼셰비키와 싸우는 것을 거부했음에도 불구하고 그들을 반동이라고 선언했다.
무르만스크 군단은 영국군이 북러시아에서 철수함에 따라 1919년 해산되었다. 핀란드 공화국 정부는 군단병들을 반역자로 규정했으나 미국과 영국이 핀란드의 독립 조건으로 그들의 사면을 주선했다. 1919년 가을 대부분의 무르만스크 군단병들은 핀란드로 귀국했으나 토코이, 레흐티매키, 아르네 오랴트살로 등 간부 20여명은 북아메리카로 도피했다. 무르만스크 군단병 일부는 후일 스페인 내전에서 국제여단에 참여하기도 했고, 개중 가장 젊은 사람들은 제2차 세계 대전 때까지 생존하여 핀란드 방위군으로서 소련군과 싸우기도 했다.